# Logodi utca
A Logodi utca Budapest I. kerületében található, a Vérmező utat köti össze az Alagút utcával.
A budai vár nyugati lejtőjén, a várfallal párhuzamosan fut. Nevét a középkori, a török időkben elpusztult Logod faluról kapta. Hajdan híres szőlőtermesztő vidék volt, erre utal első elnevezése is (Garten, Gartnergasse). A 19. század végén már Logodi utca volt a neve. A Vérmező felé néző házsora támfalrendszeren áll.

## Emléktáblák, emlékhelyek
- Babits Mihály 1939 októberében vásárolta meg a 31. számú ház első emeleti lakását, de csak 1940-ben – egy évvel halála előtt – költözött oda.
- Márai Sándor a Mikó utca és a Logodi utca sarkán lakott 1928 és 1945 között.
- A Logodi utca és a Tábor utca találkozásánál a „Hős tűzszerészek emlékoszlopa” áll.
- A 25-ös számú házban élt Varga Ottó történetíró.
- Az 51-es számú házban élt Fülep Lajos művészettörténész, művészetfilozófus 1914 és 1920 között.
- Kosztolányi Dezső 1916-ban költözött az 1-es számú, az alagút közvetlen szomszédságában lévő, vizes, kis házba.[2] Egy évvel később átköltözött a Tábor utca és Logodi utca sarkán álló földszintes, kertes házba.[3] A költő így írt Hajnali részegség című versében:

| „ | Várj csak, hogy is kezdjem, hogy is magyarázzam Te ismered a házam s ha emlékezni tudsz a hálószobámra, azt is tudhatod, milyen szegényes, elhagyott ilyenkor innen a Logodi utca, ahol lakom. Tárt otthonokba látsz az ablakon. | ” |
|   | |   |

- Balázs Béla és öccse, Bauer Ervin orvos biológus (később Kaffka Margit férje) a 85. számú házban bérelt szobát, 1908 novemberétől. Balázs Béla 1912 őszéig lakott itt. Az utcát és környékét idézte meg a Történet a Lógody utcáról, a halálról és a messzeségről című novellájában.

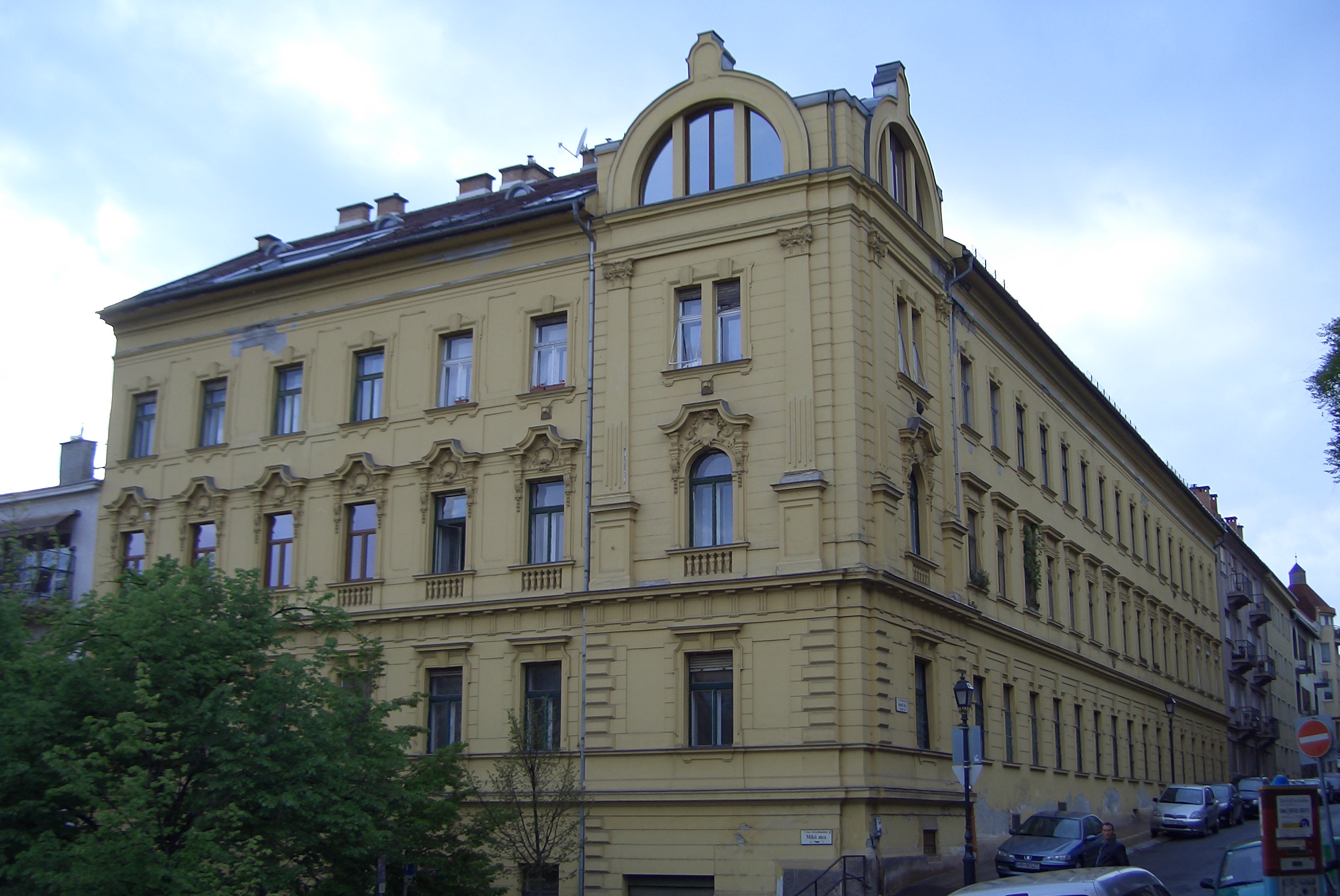
A Logodi utca a Mikó utca sarkánál

### Külső hivatkozások
- Nagy Lajos: Egy novelláról
- Bogdány József: Az ifjú Kosztolányi Ádám emlékirataiból
- Blog a Logodi utcáról
- Kosztolányi Dezső: Hajnali részegség. Előadó: Pálos György